# Ad-Duchan

Ad-Duchan w kaligrafii arabskiej

Sura Ad-Duchan (arab. ‏سورة الدخان‎) jest 44. surą Koranu. Zawiera 59 aja (wersetów).
Sura rozpoczyna się od pochwały potęgi Allaha (Boga). Stwierdza także, że Allah niszczy niewierzące społeczności i właśnie w ten sposób zniknęli starożytni Egipcjanie. Wersety 43–46 opisują piekło (arab. dżahannam). W wersetach 51–57 znajdujemy opis raju (arab. dżannah), w tym wzmiankę o hurysach.